# The Treason of Isengard
The Treason of Isengard – wydana w 1989 siódma część Historii Śródziemia autorstwa J. R. R. Tolkiena. Nie została do tej pory przetłumaczona na język polski. Jest to druga część starszej wersji Władcy Pierścieni.